# Barkó Laura
Barkó Laura (lánykori név: Szentgyörgyváry Laura) (Siklós, 1994.május 14. –) magyar előadóművész, pedagógus, a Lara Mesék Társulat alapítója.
Alkotásait szlkmc művésznévvel közölte, ami teljes nevének rövidítése: Szentgyörgyváry Laura Kinga Mária Cecília, 2022 augusztusában nevet váltott, azóta LALO-ként van jelen a művészi világban.

## Életpályája
1994. május 14-én látta meg a napvilágot Szentgyörgyváry Tamás (Siklós, 1956. január 29.) és Rónaszéki Katalin (Kiskőrös, 1958.12.01.) 9 gyermeke közül nyolcadikként. Négy éves korában találkozott először a népzenével, amikor a helyi néptánccsoportban elkezdett táncolni a Bodnár László „Bajszi” és Barna Beáta által vezetett Pelikán Táncegyüttesben. 2000-ben kezdte meg zenei tanulmányait a siklósi zeneiskolában zongora tanszakon, ahol 2009-ben alapvizsgát tett. 2001-ben kisiskolásként (Szent Imre Katolikus Általános Iskola, Siklós) mérettette meg magát először népdaléneklési versenyeken, ahol szinte mindig kiemelkedő eredményeket ért el. Tanárai Gyenese Ágnes és Dr. Pappné Blaskó Éva voltak.
2009-ben Szegeden folytatta tanulmányait a Karolina Óvoda, Általános Iskola, Gimnázium, Alapfokú Művészeti Iskola és Kollégium diákjaként. A gimnáziumi évek alatt tanárai voltak: Csanádi László, a Mester Tanodá ban pedig Fábri- Ivánovics Tünde és Fábri Géza.
2014-ben kezdte meg tanulmányait a Liszt Ferenc Zeneművészeti Egyetem népzenei tanszakán, ahol többek között Vakler Anna, Maczkó Mária, Sebő Ferenc, Tari Lujza, Pávai István, Tari Emőke tanították. 2015-től egy színházi társulatban kezdett el munkálkodni, és megalapította első zenekarát: a L'Aura Band-et. 2016 júniusában mutatkozott be, mint énekes színész a Koltay Gábor által rendezett Itt élned, halnod kell c. rockoperában. 2015-2019 között az Esztrád Színház társulatának tagja, 2017-ben a társulat munkatársaként, majd 2018-ban a Velence Vízi Színház projekt Managereként.
2017-ben előadóművészi diplomát szerzett, és számos színházi, versszínházi darabban kamatoztatta tehetségét. Ez évben megalakult a Hangvillányi Duó formáció, ahol Marczell Márton zongoristával játszanak feldolgozásokat és saját alkotásokat.
Számos ismert színésszel, énekessel dolgozott együtt, mint például Vikidál Gyula, Deák Bill Gyula, Varga Miklós, Vadkerti Imre, Laklóth Aladár, Kalapács József, Benkő Péter, Palcsó Tamás, Kósa Zsolt, Koltai Róbert, Törőcsik Franciska, Sipos Imre, Gömöri Krisztián, Nemes Roland Sebastian,
2018-ban a Trianon c. rockoperában láthatta a nagyérdemű a budapesti Hősök terén.
2019 decemberében debütált első saját szerzeményű meséje, s ekkor megalapította a Lara Mesék Társulat ot. Dalszerzőként is munkálkodik, 2020-ban mutatta be első szerzői estjét "Ez is én vagyok" címmel.
2021 januárja óta az ELTE Tanító- és Óvóképző karán óraadó tanár, 2021 decemberétől pedig a csepeli Fasang Árpád Alapfokú Művészeti Iskola népi ének tanára. Ebben az évben tovább bővítette repertoárját és egy különleges gasztró-zenei estet mutatott be a nagyérdeműnek, ami az Ő az én BORátom c. kapta. Borbemutatóval egybekötött zenei estet azóta is műsoron van.
2022 októberében megházasodott és férje nevét vette fel.

## Színház, Versszínház
- 2016 - Itt élned, halnod kell rockopera
- 2016 - Körforgás-koncert
- 2018 - Oximoron
- 2018 - Trianon rockopera
- 2018 - Homokrajz
- 2019 - Táltos
- 2020 - "Ez is én vagyok"
- 2021 - "Ő az én BORátom"
- 2021 - A betlehemi csillag üzenete
- 2022- „Őrizd a lángot!” rockmusical
- 2022- „Egy gondolat bánt engemet”

## Meséi
- 2019 - Bújócska (Téli, Nyári, Tavaszi, Őszi, Mikulásos, Karácsonyi)
- 2020 - Ebéd Elek Kalandjai
- 2020 - Hétmérföldes Csizma
- 2020 - Egyik kutya, másik eb
- 2020 - ÓperenCicás mese
- 2021 - Lara Banya Tananyaga
- 2021 - Meg kell (s)Zokni!

## Díjai
- 2008 - Schneider Lajos Népdaléneklési Találkozó- Kiemelt Arany minősítés
- „Tiszán innen, Dunán túl” Országos népdaléneklési verseny – Arany minősítés
- 2009 - Fehér Galamb Országos Népzenei Verseny- Arany minősítés
- 2009, 2010, 2011 - Rajeczky Benjamin Országos Népdaléneklési verseny- Kiemelt Arany minősítés
- 2009 - Koltay Péter Díj
- 2010 - Arany Páva Díj
- 2010, 2011 – „Kádár Ferenc” Dél-alföldi népdalénekesek és népzenei szólisták találkozója- Kiemelt Arany minősítés